# ラッセル・ストライナー
ラッセル・ストライナー（Russell Streiner、1940年2月6日 - ）は、アメリカ合衆国の俳優、映画プロデューサー、脚本家である。『ナイト・オブ・ザ・リビングデッド』に製作と出演で参加した。『バタリアン』では原案を手がけている。

## フィルモグラフィー

### 長編映画
- ナイト・オブ・ザ・リビングデッド Night of the Living Dead （1968年） - 製作・出演
- There's Always Vanilla （1971年） - 製作・出演
- The Booby Hatch （1976年） - 製作
- バタリアン The Return of the Living Dead （1985年） - 原案
- The Majorettes （1987年） - 出演
- ナイト・オブ・ザ・リビングデッド/死霊創世紀 Night of the Living Dead （1990年） - 製作・出演
- Night of the Day of the Dawn of the Son of the Bride of the Return of the Terror （1991年） - 製作
- One for the Fire: The Legacy of 'Night of the Living Dead （2008年） - 製作

### 短編映画
- R.P.A.（2008年） - 出演

### オリジナルビデオ
- ナイト・オブ・ザ・リビング・デッド/最終版 Night of the Living Dead: 30th Anniversary Edition （1999年） - 製作

## 参照
1. ↑  “Russell Streiner”. AlloCine. 2018年11月7日閲覧。
2. ↑  Waltz, Amanda (2018年9月26日). “An oral history of Night of the Living Dead”. Pittsburgh City Paper. 2018年11月7日閲覧。
3. ↑  Holden, Stephen (1985年8月16日). “Screen: 'Return of the Living Dead'”. The New York Times. 2018年11月7日閲覧。